# Maria Taveya
Maria Salomé Taveya é uma política angolana. Filiada ao Movimento Popular de Libertação de Angola (MPLA), é deputada de Angola pela província do Cunene desde 28 de setembro de 2017.